# Brachyplatystoma
Brachyplatystoma – rodzaj słodkowodnych ryb z rodziny mandiowatych (Pimelodidae) obejmujący kilka największych ryb sumokształtnych, w tym paraibę. Są cenionymi rybami konsumpcyjnymi poławianymi na dużą skalę, zwłaszcza w zachodniej Amazonii; spożywane lokalnie i eksportowane. Pomimo dużej wartości gospodarczej są to ryby o słabo poznanej biologii i ekologii.

## Zasięg występowania
Ameryka Południowa:  dorzecza Amazonki i Orinoko oraz głównych rzek Gujany i północno-wschodniej Brazylii. W zapisie kopalnym znane są z miocenu Kolumbii.

## Cechy charakterystyczne
Młode osobniki są wyspecjalizowanymi rybami toni wodnej, mają znacznie wydłużone wąsiki, włóknisto zakończone promienie płetw i silnie ozdobione kolce płetw piersiowych.

## Klasyfikacja
Współcześnie żyjące gatunki zaliczane do tego rodzaju:
- Brachyplatystoma capapretum
- Brachyplatystoma filamentosum – paraiba[6]
- Brachyplatystoma juruense
- Brachyplatystoma platynemum
- Brachyplatystoma rousseauxii
- Brachyplatystoma tigrinum
- Brachyplatystoma vaillantii

oraz wymarły:
- †Brachyplatystoma promagdalena

Gatunkiem typowym jest Platystoma vaillanti (=B. vaillantii).

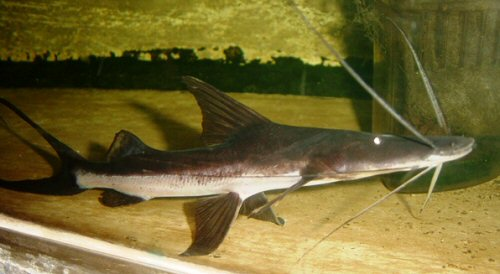
Brachyplatystoma platynemum